# Decoder

Voorbeeld van een decoder die een 2-bits binair getal omzet in vier individuele signalen

Een decoder is een geheel van functies die een signaal decodeert die volgens een afgesproken protocol gecodeerd is geweest.
Deze functies kunnen volledig softwarematig opgelost worden of hardwarematig in al of niet specifieke decoder-chips.
De omgekeerde functie is coderen, ze worden vaak gecombineerd in een Codec.